# Тік-Так з країни Оз
«Тік-Так з країни Оз» (англ. Tik-Tok of Oz) — книга американського письменника Лаймена Баума, восьма в серії книг про казкову країну Оз. Опублікована 19 червня 1914 року. Всупереч назві, сюжет книги слабко пов'язаний із персонажем Тік-Таком і присвячений переважно пригодам героя на ім'я Кошлатий чоловічок (уперше з'являється в книзі «Дорога до країни Оз»), який рятує свого брата в ході війни з королем гномів.
На форзацах першого видання книги розміщено карти самої країни Оз і континенту, на якому лежать Оз і сусідні з нею країни. Це перша публікація карт країни Оз.

## Історія створення та особливості
1913 року Баум разом з композитором Луи Готтшалком поставили в Лос-Анджелесі мюзикл під назвою «Тик-Ток, людина з країни Оз», сюжет якого — серйозно перероблений варіант книги Баума «Озма з країни Оз». На основі мюзиклу Баум рік по тому написав книгу «Тік-Ток з країни Оз». Сюжетна лінія книги багато в чому повторює «Озму з країни Оз» — Бетсі Боббін, дівчинка з Оклахоми, та її ослик Генк зазнають корабельної аварії. Вони зустрічають кошлатого, і намагаються врятувати його брата від короля гномів, металевого Монарха.
При зіставленні сюжету книги з попередніми книгами Баума про країну Оз, зокрема, з «Дорогою до країни Оз» можна помітити деякі невідповідності. Так, наприклад, Поліхромія вперше зустріла Косматого чоловічка в «Дорозі до Країни Оз», але в «Тік-Таку…» Баум нехтує цією обставиною. Крім того, в «Дорозі до Країни Оз» Косматому достатньо принести Любовний магніт бажаній персоні, а в «Тік-Току…», щоб спричинити бажаний вплив, необхідно дістати магніт з кишені і показати його тому, кого хочеш закохати в себе.
«Тік-Так…» за обсягом був меншим від попередніх книг Баума про країну Оз. Перше видання книги розійшлося тиражем трохи більше 14 тисяч примірників, що на 3 тисячі менше, ніж тираж попередньої книги серії — «Клаптик з країни Оз», що вийшла в 1913 році. Пізніші книги серії стали фактично конкурентами паопередніх. Видавничий дім M. A. Donohue & Co викупив у Bobbs-Merrill права на кілька ранніх книг Баума, і випустив їх за зниженими цінами, що негативно позначилося на попиті, оскільки читачі були не готові платити $1,25 за нову книгу Баума про країну Оз, коли «Чарівника з країни Оз» можна було купити за 35 центів.
У книзі «Тік-Так з країни Оз» вперше вміщено карту країни Оз і сусідніх з нею країн, що додало книзі популярності. Втім, у цьому виданні карта країни Оз суперечила тексту попередніх книг. У наступних виданнях книги карти виправлено, але не до кінця. Ймовірно, з цієї причини Рут Пламлі Томпсон, яка продовжила написання серії книг про країну Оз після смерті Баума, поміняла місцями розташування країн — у її книгах Країна Жувунів лежить на заході, а країна Моргунів — на сході (наприклад, «Польоти з чарівником з країни Оз» та низка інших книг). Джеймс Е. Гафф і Дік Мартін пізніше виправили помилки на нових картах, призначених для Міжнародного клубу Чарівника з країни Оз. У «Словнику вигаданих місць» (англ. The Dictionary of Imaginary Places) А. Мангеля і Д. Гуадалупі, що видавався в 1980, 1987 і 1999 роках, вміщено карту країни Оз, яка значною мірою відповідає версії Гаффа і Мартіна. Наявність на ній острова Деві Джонса як прикраси карти свідчить про неправильне тлумачення «картографами» тексту книг, оскільки це місце не згадувалося в жодній книзі про країну Оз до виходу в світ «Словника вигаданих місць».
1993 року вийшла книга К. Карлсон і Е. Гйоваага «Енн, королева країни Оз», яка є сиквелом книги «Тік-Так з країни Оз».